# Zygaenosia flaviventris
Zygaenosia flaviventris là một loài bướm đêm thuộc phân họ Arctiinae, họ Erebidae.